# Gornja Trešnjevica
Gornja Trešnjevica (en serbe cyrillique : Горња Трешњевица) est un village de Serbie situé dans la municipalité d'Aranđelovac, district de Šumadija. Au recensement de 2011, il comptait 405 habitants.

## Démographie
| 1948  | 1953  | 1961  | 1971  | 1981 | 1991 | 2002 | 2011 |
| ----- | ----- | ----- | ----- | ---- | ---- | ---- | ---- |
| 1 546 | 1 497 | 1 438 | 1 159 | 943  | 704  | 583  | 405  |

|  |